# Duca d'Aosta
Le Duca d'Aosta était un paquebot italien de la Navigazione Generale Italiana, nommé d’après l’un des ducs d'Aoste. Lancé en 1908, il navigue entre l’Italie et New York et l’Amérique du Sud pendant la majeure partie de sa carrière. Pendant la Première Guerre mondiale, il a été utilisé comme transport de troupes, amenant des troupes américaines en France dans le cadre de la United States Navy Cruiser and Transport Force. Il a été démoli en 1929.

## Historique

### Début de carrière
Le Duca d'Aosta a été construit par Cantieri Navale Siciliani de Palerme, avec des machines à vapeur fournies par N. Odero & Co. de Sestri Ponente. Lancé le 29 septembre 1908 pour la Navigazione Generale Italiana, il effectua son voyage inaugural de Gênes à Naples et New York le 9 novembre 1909. Il continua sur ce service jusqu’au 20 novembre 1912, date à laquelle il fut transféré sur la route Italie-Amérique du Sud. Le 7 juillet 1914, le Duca d'Aosta reprit le service Gênes-New York.

### Transport des troupes américaines
En mai 1918, le Duca d'Aosta a été affrété comme transport de troupes des États-Unis et rattaché à la United States Navy Cruiser and Transport Force. Il a effectué un total de cinq allers-retours avant l’armistice.
Le 10 mai à 18h30, le Duca d'Aosta a appareillé pour son premier convoi de transport de troupes. Il quitta Newport News (Virginie), avec les transports de la marine américaine Lenape, Pastores, Wilhelmina, Princess Matoika, Antigone et Susquehanna, et le vapeur britannique Kursk. Le groupe a rencontré un groupe similaire qui avait quitté New York le même jour, composé des President Lincoln, Covington, Rijndam, du transport de troupes britannique Dwinsk et des vapeurs italiens Caserta et Dante Alighieri,. Le croiseur américain Frederick a servi d’escorte pour les navires ainsi rassemblés, qui constituaient le 35e convoi américain de la guerre. Le 20 mai, le convoi aperçut et tira sur un « sous-marin » qui s’avéra être un seau. Le lendemain, leur escorteur USS Frederick quitta le convoi après avoir été relevé par neuf destroyers. Trois jours plus tard, le convoi aperçut la terre à 6 h 30 et jeta l’ancre à Brest dans l’après-midi. Le Duca d'Aosta est rentré en toute sécurité aux États-Unis le 5 juin. Cependant, le destin n’a pas été aussi clément avec ses anciens compagnons de convoi, les President Lincoln et Dwinsk. Lors de leur voyage de retour, ils ont été coulés respectivement par les sous-marins allemands U-90 et U-151,.
Le Duca d'Aosta quitta Newport News le 23 juin dans un convoi qui se composait des vapeurs italiens Caserta, Re d'Italia, le Patria français et les transports américains Pocahontas et Susquehanna. Accompagné par les Montana, South Dakota, Huntington, Gregory et Fairfax, le convoi atteignit la France le 5 juillet. Le Duca d'Aosta retourna en Virginie le 19 juillet avec le Pocahontas.
Le Duca d'Aosta repartit de Newport News pour la France le 26 juillet avec les Pocahontas, Susquehanna et Caserta, et rejoignit les transports de la marine américaine Finland, Kroonland, et le Taormina italien qui avaient appareillé en même temps depuis New York. Les croiseurs Pueblo et Huntington, et les destroyers Rathburne et Colhoun conduisirent les transports jusqu’en France, où ils arrivèrent le 7 août. Le Duca d'Aosta est rentré aux États-Unis le 18 août.
Le paquebot italien commença sa traversée suivante le 30 août lorsqu’il quitta Newport News avec l’USS America et le Caserta pour rejoindre le convoi parti de New York composé des Kroonland Susquehanna, Harrisburg et Plattsburg. Le Duca d'Aosta était escorté par le Frederick et le Colhoun.
Entamant ce qui serait sa dernière traversée en temps de guerre, le Duca d’Aosta a appareillé de Newport News le 21 octobre, avec les transports de la marine Martha Washington et Aeolus. Le Pocahontas et le vapeur brésilien Sobral, en provenance de New York, et les escorteurs de la marine américaine New Hampshire, Charleston, South Dakota, Talbot et Radford complétèrent le convoi, qui arriva en France le 4 novembre. Le Duca d'Aosta retourna aux États-Unis le 17 novembre, six jours après l’armistice.
Le Duca d'Aosta a appareillé de Gênes, en Italie, le 29 mars 1919, transportant des troupes du 332e régiment d'infanterie. Il est arrivé à New York le 14 avril 1919.

### Fin de carrière
Après avoir été libéré de l’affrêtement américain, le Duca d'Aosta reprit la navigation sur le service Gênes-New York, qu’il poursuivit jusqu’en juin 1921. De retour sur les routes sud-américaines à cette époque, il continua à servir jusqu’en février 1929, date à laquelle il fut mis au rebut.